# متیو فلامینی
متیو فلامینی (فرانسوی: Mathieu Flamini‎؛ زادهٔ ۷ مارس ۱۹۸۴) بازیکن بازنشسته فوتبال اهل فرانسه است. او همچنین یکی از بنیانگذاران شرکت جی اف بیوکمیکالز، اولین تولیدکننده لوولینیک اسید در مقیاس صنعتی در دنیاست.
او فوتبال خود را از تیم شهرش المپیک مارسی آغاز کرد. سپس مورد توجه آرسنال قرار گرفت و به آن تیم پیوست. او در آرسنال زیر نظر آرسن ونگر به بازی گرفته شد و در آن تیم درخشید. او پس از چهار سال حضور در انگلستان به تیم میلان ایتالیا منتقل شد؛ او ابتدا در ایتالیا با شماره ۸۴ به میدان می‌رفت اما در دومین سال حضورش، روسونریها شماره ۱۶ را به او دادند.
پس از ۵ سال حضور در ایتالیا سرانجام فلامینی در سال ۲۰۱۳ دوباره به آرسنال بازگشت و با شماره ۲۰ در این تیم بازی کرد.
او در حال حاضر عضو تیم ملی فرانسه نیست اما او سابقهٔ حضور در تیم ملی کشورش را دارد.